# Abronia parviflora
Abronia parviflora är en underblomsväxtart som beskrevs av Carl Sigismund Kunth. Abronia parviflora ingår i släktet Abronia och familjen underblomsväxter. Inga underarter finns listade i Catalogue of Life.